# Sarah Trowbridge
Sarah Trowbridge (Washington, 27 de septiembre de 1982) es una deportista estadounidense que compitió en remo.
Ganó dos medallas de plata en el Campeonato Mundial de Remo, en los años 2008 y 2009. Participó en los Juegos Olímpicos de Londres 2012, ocupando el sexto lugar en la prueba de doble scull.

## Palmarés internacional
| Campeonato Mundial | Campeonato Mundial   | Campeonato Mundial | Campeonato Mundial |
| Año                | Lugar                | Medalla            | Prueba             |
| ------------------ | -------------------- | ------------------ | ------------------ |
| 2008               | Ottensheim (Austria) | Medalla de plata   | Cuatro sin timonel |
| 2009               | Poznań (Polonia)     | Medalla de plata   | Cuatro scull       |